# Maryna Moroz
Maryna Moroz (ukrainska: Марина Мороз), född 8 september 1991 i Vilnohirsk, är en ukrainsk MMA-utövare. Sedan 2015 tävlar han i organisationen Ultimate Fighting Championship.